# 伊東克明
伊東 克明（いとう かつあき、1977年12月28日 - ）は、日本の元男子バレーボール選手、指導者である。

## 来歴
愛知県名古屋市出身。大同高校を経て、早稲田大学卒業後、2000年に東京ガスへ入団。その年の第2回V1リーグでサーブ賞を獲得した。
2003年の第5回V1リーグでは殊勲賞、FC東京になった2004年の第6回V1リーグと2005年の第7回V1リーグでは2年連続最優秀選手賞を獲得した。
FC東京のVプレミアリーグ昇格後はコーチ兼任選手としてチームを支えていた。
2009年12月、日本代表の主将として東アジア競技大会へ参加し銀メダルを獲得。
2010年5月にFC東京を退団、現役引退した。引退後は社業に専念。
2016年より母校である早稲田大学のコーチに就任し全日本インカレ5連覇に貢献した。2019年には早稲田大学大学院スポーツ科学研究科に入学し、2020年3月に修士課程を修了した。
2022年1月1日、KUROBEアクアフェアリーズのコーチに就任した。第70回黒鷲旗では丸山貴也に代わって監督を務めた。
2022年5月、KUROBEの監督に就任した。
2024年、2023-24シーズン終了後、体調不良により休養。V Cupでは前監督の丸山貴也が代行を務めた。5月末に退団が発表となった。
2024年から山梨学院大学男子バレーボール部のコーチを務める。2025年、監督に就任した。

## 受賞歴
- 2000年 - 第2回V1リーグ サーブ賞
- 2003年 - 第5回V1リーグ 殊勲賞
- 2004年 - 第6回V1リーグ 最優秀選手賞
- 2005年 - 第7回V1リーグ 最優秀選手賞

## 所属チーム

### 選手
- 大同高校
- 早稲田大学
- 東京ガス・FC東京（2000-2010年）

### 指導者
- 早稲田大学男子バレーボール部 コーチ（2016-2021年）
- KUROBEアクアフェアリーズ
  - コーチ（2022年）
  - 監督（2022-2024年）
- 山梨学院大学男子バレーボール部
  - コーチ（2024年）
  - 監督（2025年-）